# محمود توبه
محمود توبه (عربی: محمود توبة؛ زادهٔ ۱ اکتبر ۱۹۸۹) بازیکن فوتبال اهل مصر است.
از باشگاه‌هایی که در آن بازی کرده‌است می‌توان به باشگاه فوتبال انپی، باشگاه فوتبال پتروجت، باشگاه فوتبال المصری، باشگاه فوتبال مصر المقاصه، و باشگاه ورزشی الاهلی مصر اشاره کرد.